# Leptarctia stretchi
Leptarctia stretchi là một loài bướm đêm thuộc phân họ Arctiinae, họ Erebidae.